# Rockstar Games
Rockstar Games là nhà phát triển và phát hành video game đa quốc gia có trụ sở ở thành phố New York, sở hữu bởi Take-Two Interactive, sau khi Take-Two mua lại công ty phát hành game ở Anh là BMG Interactive. Rockstar rất nổi tiếng với những sản phẩm họ làm ra, như sê-ri Grand Theft Auto, Max Payne, L.A Noire, The Warriors, Bully, Manhunt, Red Dead, Midnight Club,... với lối chơi thế giới mở, sandbox phi tuyến tính trong những trò chơi họ làm ra. Rockstar Games bao gồm nhiều studio; một số studio thì được hãng mua lại, còn số khác thì được thành lập nội bộ. Nguyên nhân này là do công ty mẹ Take-two, đã mua lại một số studio và hợp nhất vào hãng Rockstar, còn số nhỏ studio khác thì sáp nhập với người anh em của Rockstar, 2K Games, vốn nổi tiếng với thương hiệu NBA 2K.
Ban đầu Rockstar Games được thành lập vào năm 1998, tại thành phố New York bởi hai anh em sản xuất game người Anh là Sam Houser và Dan Houser, cùng với các người bạn Terry Donovan, Jamie King và Gary Foreman.
Trụ sở chính của Rockstar Games (được biết đến rộng rãi là Rockstar NYC), toạ lạc tại vùng SoHo ở hạt Mahattan, một phần văn phòng của Take-two Interactive. Đây là nơi sinh ra ý tưởng, tiếp thị, quan hệ công chúng và phát triển sản phẩm.

## Studio

### Còn hoạt động
| Logo | Tên                  | Năm làm việc dưới tên Rockstar | Ghi chú |
| ---- | -------------------- | ------------------------------ | --- |
|      | Rockstar North       | 2002                           | Thành lập vào năm 2002, có trụ sở tại Edinburgh. Nổi tiếng bởi thương hiệu Grand Theft Auto và Manhunt |
|      | Rockstar San Diego   | 2003                           | Trước đây là Angel Studio. Họ đã tạo ra engine RAGE và phát triển Red Dead Revolver và Red Dead Redemption, dòng game Smuggler's Run, hai tựa game đầu Midtown Madness và dòng game Midnight Club.                               |
|      | Rockstar Toronto     | 1999                           | Trước đây là Rockstar Cananda. Sản phẩm là The Warriors, bản port lên PC cho Grand Theft Auto IV và Grand Theft Auto: Episodes from Liberty city.                                                                                |
|      | Rockstar Leeds       | 2004                           | Trụ sở đặt tại Leeds, Anh. Họ phát triển Grand Theft Auto: Liberty City Stories và Vice City Stories dành cho PlayStation Portable, Max Payne cho Game Boy Advance, Grand Theft Auto: Chinatown Wars và game âm nhạc Beaterator. |
|      | Rockstar London      | 2005                           | Thành lập năm 2005. Là studio hoàn thành công việc còn dang dở của Manhunt 2 khi Rockstar Vienna bị đóng cửa. Studio còn làm những bản port cho những hệ máy cầm tay của Midnight Club: Los Angeles, Midnight Club LA Remix.     |
|      | Rockstar New England | 2008                           | Sản xuất bản port cho Bully trên hệ máy Wii, Xbox 360, và PC. |
|      | Rockstar Lincohn     | 1999                           | Trụ sở đặt tại Lincohn, Anh. |

### Đã đóng cửa
| Logo | Tên                | Năm làm việc dưới tên Rockstar | Ghi chú |
| ---- | ------------------ | ------------------------------ | --- |
|      | Rockstar Vancouver | 2002-2012                      | Trước đây là Barking Dog Studio, họ đã sản xuất trò chơi Bully và mới đây nhất là Max Payne 3. Vancouver đã sáp nhập vào với studio tại Toronto vào năm 2012.                                                                            |
|      | Rockstar Vienna    | 2003-2006                      | Đóng cửa vào tháng 11 năm 2006. Họ đã port hai phần đầu trong dòng game Max Payne sang hệ console, cũng như đảm nhiệm nhiệm vụ sản xuất chính cho Manhunt 2 trước khi bất ngờ bị đóng cửa, hơn 100 nhân viên bị sa thải không nói trước. |